# قرار مجلس الأمن التابع للأمم المتحدة رقم 334
قرار مجلس الأمن التابع للأمم المتحدة رقم 334، الذي اعتمد في 15 يونيو 1973، بعد التأكيد على القرارات السابقة بشأن هذا الموضوع، ومشيراً إلى التطورات المشجعة الأخيرة، مدد المجلس ولاية قوة الأمم المتحدة في قبرص لفترة أخرى تنتهي في 15 ديسمبر 1973. كما دعا المجلس الأطراف المعنية مباشرة إلى مواصلة العمل بأقصى درجات ضبط النفس والتعاون الكامل مع قوة حفظ السلام.
اعتمد القرار بأغلبية 14 صوتاً، بينما امتنعت جمهورية الصين الشعبية عن التصويت.